# Šišinec
Šišinec is een plaats in de gemeente Lekenik in de Kroatische provincie Sisak-Moslavina. De plaats telt 65 inwoners (2001).